# بيلي أبل
بيلي أبل (بالإنجليزية: Billy Apple)‏ هو رسام وفنان نيوزيلندي، ولد في 31 ديسمبر 1935 في أوكلاند في نيوزيلندا.